# Саженський Донець
Саженський Донець (рос. Реч. Саженский Донец) — річка в Росії у Прохоровському й Яковлевському районах Бєлгородської області. Права притока річки Сіверського Дінця (басейн Азовського моря).

## Опис
Довжина річки приблизно 20,86 км, найкоротша відстань між витоком і гирлом — 18,47 км, коефіцієнт звивистості річки — 1,13. Формується багатьма безіменними струмками та загатами.

## Розташування
Бере початок на південно-східній околиці села Беленихино. Тече переважно на південний схід через села Озерово та Сажноє і на північній околиці села Сабиніно впадає в річку Сіверський Донець, праву притоку Дону.